# 일본 아카데미상
일본 아카데미상(일본어: 日本アカデミー賞, The Japan Academy Prize)은 일본의 영화를 대상으로 하는 영화상이다. 일본 아카데미상 협회가 수여한다. 1978년부터 개최되었다.

## 개요
일본 아카데미상 협회 회원의 투표로 수상자와 수상 작품이 선정된다. 일본 아카데미상 협회는 일본 국내의 영화 관계자로 구성된다. 회원은 주요 영화관의 프리패스 특권을 갖는다.회원은 1980년 12월 말에 약 1200명이었으나, 2007년에는 4000～5000명에 달한다.
심사 대상 작품은 시상식 2년 전 12월 초부터 전년 11월말까지의 1년간 도쿄 도내에서 개봉된 영화이다. 예전에는 시상식 전년 1월부터 12월 말까지의 1년간 개봉된 영화를 대상으로 했다. 그러나 미국의 아카데미상 시상식 개최일이 2월・3월 경으로 당겨졌기 때문에, 일본 아카데미상 시상식도 2월・3월 경으로 앞당겨 이에 따라 심사 대상 작품에 대한 기준도 변경된 것이다.
시상은 15개 부문에서 이루어지며, 그 외에 신인배우상 등이 있다. 우수상(노미네이트에 해당)과 신인배우상은 협회 회원의 투표에 따라 선정되고, 그 중에서 최우수상이 협회 회원 전원의 투표에 의해 선정된다.
애니메이션 작품에 대해서는 오랫동안 우수작품상에 노미네이트되지 않았지만, 1998년 《원령공주》가 처음으로 최우수작품상을 수상했다. 2007년부터는 미국의 아카데미상이 애니메이션 부문을 창설한 것을 따라 애니메이션 작품상을 독립 부문으로 신설하였다.
| 시상 부문                                                                               | 시상 부문                                                                     | 기타                                                                                    |
| --------------------------------------------------------------------------------------- | ----------------------------------------------------------------------------- | --------------------------------------------------------------------------------------- |
| - 작품상 - 감독상 - 각본상 - 남우주연상 - 여우주연상 - 남우조연상 - 여우조연상 - 음악상 | - 촬영상 - 조명상 - 미술상 - 녹음상 - 편집상 - 외국작품상 - 애니메이션 작품상 | - 신인배우상 - 협회특별상1 - 화제상(작품・배우)2 - 회장특별상 - 회장공로상 - 협회영예상 |

1기타 부문에서는 협회특별상만 트로피가 수여된다.

2'올나잇 닛폰 화제상(オールナイトニッポン話題賞)'（《올나잇 닛폰》 청취자들의 투표로 결정된다.)

### 수상작 선정에 관하여
일본 아카데미상은 영화 산업계 자체에서 선출하는 상으로 의미를 가짐과 동시에 스탭 부문상을 마련하고 있는 상으로도 의미를 갖고 있다. 일본 국내의 영화상 중에서는 새로이 만들어진 영화상이지만, 시상식장에서 처음으로 최우수상을 공표하는 이벤트성이 있고, 주최자인 일본 아카데미상협회의 영향력도 있어서 최근 영화업계에서 그 지위를 높이고 있다.
그러나 일본 아카데미협회는 영화 감독이나 배우도 포함되어 있고, 그 3%가 일본 영화 제작자 연맹(영련) 가맹회사, 즉 쇼치쿠(松竹), 도호(東宝), 도에이(東映), 가도카와 영화(角川映画)의 4개사와 그 계열 기업 직원으로 구성되어 있다. 그렇기 때문에 위의 4개 회사의 제작 또는 배급 작품이 유리하게 되고, 다른 영화사의 배급작품이 선정될 기회는 낮은 것으로 알려져 있다.
또, 약 4000명의 회원이 주요 작품 전체를 감상하는 것은 어려움이 있다. 그러므로 소수의 심사위원에 의한 심사 방식과는 달리 일정 이상의 흥행 수입을 남기지 못했다는 것은, 평가의 대상에 조차 들어가지 않는다고 볼 수 있다. 따라서 소규모 상영 작품은 불리할 수 밖에 없다.
이 결과, 실적이 매우 좋아 인지도가 높은 감독이나 그 작품, 배우들에게 수상이 편중되고, 내용적으로도 높은 평가를 받은 작품이 주요 부문상을 독점하는 경향이 강하다.

## 역대 수상작

### 최우수 작품상
| 횟수 | 연도   | 제목                              | 원제                                        | 감독                       |
| ---- | ------ | --------------------------------- | ------------------------------------------- | -------------------------- |
| 1    | 1977년 | 행복의 노란 손수건                | 幸福の黄色いハンカチ                        | 야마다 요지                |
| 2    | 1978년 | 사건                              | 事件                                        | 노무라 요시타로            |
| 3    | 1979   | 복수는 나의 것                    | 復讐するは我にあり                          | 이마무라 쇼헤이            |
| 4    | 1980   | 치고이네르바이젠                  | ツィゴイネルワイゼン                        | 스즈키 세이준              |
| 5    | 1981   | 스테이션                          | 駅 STATION                                  | 후루하타 야스오            |
| 6    | 1982   | 카마타 행진곡                     | 蒲田行進曲                                  | 후카사쿠 긴지              |
| 7    | 1983   | 나라야마 부시코                   | 楢山節考                                    | 이마무라 쇼헤이            |
| 8    | 1984   | 장례식                            | お葬式                                      | 이타미 주조                |
| 9    | 1985   | 꽃 한 잎                          | 花いちもんめ                                | 이토 슌야                  |
| 10   | 1986   | 불타는 집의 사람                  | 火宅の人                                    | 후카사쿠 긴지              |
| 11   | 1987   | 마루사의 여자                     | マルサの女                                  | 이타미 주조                |
| 12   | 1988   | 둔황                              | 敦煌                                        | 사토 준야                  |
| 13   | 1989   | 검은 비                           | 黒い雨                                      | 이마무라 쇼헤이            |
| 14   | 1990   | 소년 시절                         | 少年時代                                    | 시노다 마사히로            |
| 15   | 1991   | 자식                              | 息子                                        | 야마다 요지                |
| 16   | 1992   | 으랏차차 스모부                   | シコふんじゃった。                          | 스오 마사유키              |
| 17   | 1993   | 학교                              | 学校                                        | 야마다 요지                |
| 18   | 1994   | 추신구라 외전 요츠야 괴담         | 忠臣蔵外伝 四谷怪談                         | 후카사쿠 긴지              |
| 19   | 1995   | 오후의 유언장                     | 午後の遺言状                                | 신도 가네토                |
| 20   | 1996년 | 쉘 위 댄스                        | Shall we ダンス?                            | 스오 마사유키              |
| 21   | 1997년 | 모노노케 히메                     | もののけ姫                                  | 미야자키 하야오            |
| 22   | 1998년 | 사랑을 바라는 사람                | 愛を乞うひと                                | 히라야마 히데유키          |
| 23   | 1999년 | 철도원                            | 鉄道員                                      | 후루하타 야스오            |
| 24   | 2000년 | 비 그치다                         | 雨あがる                                    | 고이즈미 다카시            |
| 25   | 2001년 | 센과 치히로의 행방불명            | 千と千尋の神隠し                            | 미야자키 하야오            |
| 26   | 2002년 | 황혼의 사무라이                   | たそがれ清兵衛                              | 야마다 요지                |
| 27   | 2003년 | 바람의 검, 신선조                 | 壬生義士伝                                  | 다키타 요지로              |
| 28   | 2004년 | 사라진 이틀                       | 半落ち                                      | 사사베 기요시              |
| 29   | 2005년 | 올웨이즈 3번가의 석양             | ALWAYS 三丁目の夕日                         | 야마자키 다카시            |
| 30   | 2006년 | 훌라 걸스                         | フラガール                                  | 이상일                     |
| 31   | 2007년 | 도쿄 타워: 엄마와 나, 때때로 아빠 | 東京タワー 〜オカンとボクと、時々、オトン〜 | 마쓰오카 조지              |
| 32   | 2008년 | 굿바이                            | おくりびと                                  | 다키타 요지로              |
| 33   | 2009년 | 지지 않는 태양                    | 沈まぬ太陽                                  | 와카마쓰 세쓰로            |
| 34   | 2010년 | 고백                              | 告白                                        | 나카시마 데쓰야            |
| 35   | 2011년 | 8일째 매미                        | 八日目の蝉                                  | 나루시마 이즈루            |
| 36   | 2012년 | 키리시마가 동아리활동 그만둔대    | 桐島、部活やめるってよ                      | 요시다 다이하치            |
| 37   | 2013년 | 행복한 사전                       | 舟を編む                                    | 이시이 유야                |
| 38   | 2014년 | 영원의 제로                       | 永遠の0                                     | 야마자키 다카시            |
| 39   | 2015년 | 바닷마을 다이어리                 | 海街diary                                   | 고레에다 히로카즈          |
| 40   | 2016년 | 신 고질라                         | シン・ゴジラ                                | 안노 히데아키, 히구치 신지 |
| 41   | 2017년 | 세 번째 살인                      | 三度目の殺人                                | 고레에다 히로카즈          |
| 42   | 2018년 | 어느 가족                         | 万引き家族                                  | 고레에다 히로카즈          |
| 43   | 2019년 | 신문기자                          | 新聞記者                                    | 후지이 미치히토            |
| 44   | 2020년 | 미드나잇 스완                     | ミッドナイトスワン                          | 우치다 에이지              |
| 45   | 2021년 | 드라이브 마이 카                  | ドライブ・マイ・カー                        | 하마구치 류스케            |
| 46   | 2022년 | 한 남자                           | ある男                                      | 이시카와 케이              |
| 47   | 2023년 | 고지라-1.0                        | ゴジラ-1.0                                  | 야마자키 다카시            |

## 최다 수상

### 작품
『쉘 위 댄스』는 제20회 일본 아카데미상에서 외국 작품상 이외의 모든 수상(최우수상)을 독점하고 있다.
| 횟수      | 연도            | 작품                      | 부문 |
| --------- | --------------- | ------------------------- | --- |
| 13개 부문 | 제20회 (1997년) | 『쉘 위 댄스』            | 작품상·감독상·각본상·남우주연상·여우주연상·남우조연상·여우조연상 음악상·촬영상·조명상·미술상·녹음상·편집상 |
| 12개 부문 | 제26회 (2003년) | 『황혼의 사무라이』       | 작품상·감독상·각본상·남우주연상·여우주연상·남우조연상 음악상·촬영상·조명상·미술상·녹음상·편집상            |
| 12개 부문 | 제29회 (2006년) | 『올웨이즈 3번가의 석양』 | 작품상·감독상·각본상·남우주연상·남우조연상·여우조연상 음악상·촬영상·조명상·미술상·녹음상·편집상            |
| 10개 부문 | 제32회 (2009년) | 『굿바이』                | 작품상·감독상·각본상·남우주연상·남우조연상·여우조연상 촬영상·조명상·녹음상·편집상                          |
| 10개 부문 | 제35회 (2012년) | 『8일째 매미』            | 작품상·감독상·각본상·여우조연상·여우조연상 음악상·촬영상·조명상·녹음상·편집상                              |

### 배우
| 이름 | 연도            | 부문                                                               |
| ---- | --------------- | ------------------------------------------------------------------ |
| 5    | 야쿠쇼 코지     | 남우주연상 4회(제20회·제21회·제42회·제47회) 남우조연상 1회(제41회) |
| 5    | 안도 사쿠라     | 여우주연상 3회(제39회·제42회·제47회) 여우조연상 2회(제46회·제47회) |
| 4    | 타카쿠라 켄     | 남우주연상 4회(제1회·제4회·제5회·제23회)                           |
| 4    | 요시나가 사유리 | 여우주연상 4회(제8회·제12회·제24회·제29회)                         |
| 4    | 야마자키 츠토무 | 남우주연상 2회(제8회·제11회) 남우조연상 2회(제25회·제32회)         |
| 4    | 사토 코이치     | 남우주연상 2회(제18회·제40회) 남우조연상 2회(제24회·제27회)        |
| 4    | 키키 키린       | 여우주연상 2회(제31회·제36회) 여우조연상 2회(제34회·제42회)        |
| 3    | 마츠자카 케이코 | 여우주연상 3회(제5회·제6회·제14회)                                 |
| 3    | 요 키미코       | 여우조연상 3회(제32회·제33회·제36회)                               |
| 3    | 쿠로키 하루     | 여우조연상 3회(제38회·제39회·제44회)                               |
| 3    | 모토키 마사히로 | 남우주연상 2회(제16회·제32회) 남우조연상 1회(제39회)               |
| 3    | 와타나베 켄     | 남우주연상 2회(제30회·제33회) 남우조연상 1회(제44회)               |
| 3    | 츠마부키 사토시 | 남우주연상 2회(제34회·제46회) 남우조연상 1회(제40회)               |
| 3    | 하라다 미에코   | 여우주연상 1회(제12회) 여우조연상 2회(제10회·제24회)               |
| 3    | 나가사와 마사미 | 여우주연상 1회(제44회) 여우조연상 2회(제28회·제43회)               |

### 감독・각본
| 횟수 | 이름              | 부문                                                                  |
| ---- | ----------------- | --------------------------------------------------------------------- |
| 7    | 야마다 요지       | 감독상 3회(제1회·제17회·제26회) 각본상 4회(제1회·제4회·제17회·제26회) |
| 5    | 후카사쿠 킨지     | 감독상 3회(제6회·제10회·제18회) 각본상 2회(제10회·제18회)             |
| 5    | 고레에다 히로카즈 | 감독상 3회(제31회·제41회·제42회) 각본상 2회(제41회·제42회)            |
| 4    | 이마무라 쇼헤이   | 감독상 3회(제3회·제13회·제21회) 각본상 1회(제13회)                    |
| 4    | 아사마 요시타카   | 각본상 4회(제1회·제4회·제17회·제26회)                                 |
| 4    | 야마자키 다카시   | 감독상 2회(제29회·제38회) 각본상 2회(제29회·제47회)                   |

## 에피소드
- 제2회(1979년) 제1회에서 입장권이 고액이라는 비판이 일부에서 나와서 4만 엔에서 8000엔으로 대폭으로 가격을 인하했다. 이후에는 다시 4만 엔으로 올랐다.
- 제4회(1981년) 구로사와 아키라가 《카게무샤》 (1980)로 우수상을 수상한 것을 ‘권위 없는 상은 인정할 수 없다’(표면상 이유는 ‘스케줄 사정’)며 사퇴하였고, 이 작품에 출연한 배우, 스탭들도 그 뜻을 존중하여 전원 후보 사퇴하였다. 이에 대해 야마시로 신고(山城新伍)가 “이미 권위가 있는 상을 받는다고 하면서, 앞으로 영화인들이 키워나갈 상은 ‘권위가 없으니 필요 없다’ 라고 말하는 사람이 받지 않아 다행이다.”고 비판하였다. 최우수작품상은 제작・배급이 독립 계열인 《치고이네르바이젠(ツィゴイネルワイゼン)》이 수상했다.
- 제8회(1985년) 독립 영화 《장례식(お葬式)》(배급：ATG)가 최우수작품상 수상.
- 제13회(1990년) 《그 남자, 흉폭하다》로 남우주연상 후보에 오른 비트 다케시가 텐구 복장으로 등장해 화제가 됐다.
- 제14회(1991년) 제4회에서 《카케무샤》의 노미네이트를 사퇴했던 구로사와가 《꿈(夢)》으로 작품상・감독상 노미네이트를 수락했지만 수상하지 못했다.
- 제19회(1996년) 독립 영화 《오후의 유언장(午後の遺言状)》(배급：일본 헤럴드 영화)가 최우수작품상 수상.
- 제20회(1997년) 《쉘 위 댄스》가 사상 최다인 13관왕을 차지.
- 제21회(1998년) 《모노노케 히메》가 애니메이션으로서 처음으로 작품상에 노미네이트되어 최우수작품상 수상.
- 제25회(2002년) 다카쿠라 켄이 《호타루(ホタル)》에서 우수남우주연상을 ‘후배 배우에게 양보하고 싶다’고 하며 사퇴.
- 제28회(2005년) 《세상의 중심에서 사랑을 외치다(世界の中心で、愛をさけぶ)》의 나가사와 마사미가 17세로 최연소 최우수여우조연상을 수상.
- 제30회(2007년) 《무사의 체통(武士の一分)》의 키무라 타쿠야 가 자니즈 사무소의 의향에 따라 우수남우주연상을 사퇴(명백한 이유에 의한 후보 사퇴는 사상 최초). 또 《훌라 걸스》(제작・배급：시네콰논)가 제작・배급 모두 독립 회사가 맡은 작품으로는 《치고이네르바이젠》(제4회) 이래 최우수작품상을 수상했다.
- 제33회(2010년) 하토야마 유키오 총리가 현역 총리로서는 처음으로 시상식에 참석했다. 최우수작품을 수상한 《지지 않는 태양(沈まぬ太陽)》과 이 작품의 모델이 된 일본항공의 경영 재건 문제와 관련된 연설을 했다[1][2].
- 제35회(2012년) 《영화 케이온》이 심야 애니메이션의 영화화 작품으로서는 처음으로 애니메이션 작품상 후보에 올랐으며, 상을 받았다.